# Trypauchen taenia
Trypauchen taenia é uma espécie de peixe da família Gobiidae e da ordem Perciformes.

## Habitat
É um peixe marítimo, de clima tropical e demersal.

## Distribuição geográfica
É encontrado no Mar da China Meridional.

## Observações
É inofensivo para os humanos.